# Norwood (New Jersey)
Norwood ist eine Stadt im Bergen County, New Jersey, USA. Das U.S. Census Bureau hat bei der Volkszählung 2020 eine Einwohnerzahl von 5.641 ermittelt.

## Geographie
Nach den Angaben des United States Census Bureaus hat die Stadt eine Gesamtfläche von 7,1 km2.

## Geschichte
Der National Park Service weist für Norwood sechs Bauwerke und Stätten im National Register of Historic Places (NRHP) aus (Stand 29. November 2018), darunter die Church of the Holy Communion.

## Demographie
Nach der Volkszählung von 2000 gibt es 5.751 Menschen, 1.857 Haushalte und 1.563 Familien in der Stadt. Die Bevölkerungsdichte beträgt 807,4 Einwohner pro km2. 77,86 % der Bevölkerung sind Weiße, 0,83 % Afroamerikaner, 0,02 % amerikanische Ureinwohner, 18,99 % Asiaten, 0,00 % pazifische Insulaner, 0,94 % anderer Herkunft und 1,36 % Mischlinge. 2,99 % sind Latinos unterschiedlicher Abstammung.
Von den 1.857 Haushalten haben 41,5 % Kinder unter 18 Jahre. 73,8 % davon sind verheiratete, zusammenlebende Paare, 7,8 % sind alleinerziehende Mütter, 15,8 % sind keine Familien, 13,7 % bestehen aus Singlehaushalten und in 6,0 % Menschen sind älter als 65. Die Durchschnittshaushaltsgröße beträgt 2,97, die Durchschnittsfamiliengröße 3,26.
25,8 % der Bevölkerung sind unter 18 Jahre alt, 5,4 % zwischen 18 und 24, 26,9 % zwischen 25 und 44, 26,4 % zwischen 45 und 64, 15,6 % älter als 65. Das Durchschnittsalter beträgt 41 Jahre. Das Verhältnis Frauen zu Männer beträgt 100:88,7, für Menschen älter als 18 Jahre beträgt das Verhältnis 100:84,4.
Das jährliche Durchschnittseinkommen der Haushalte beträgt 92.447 USD, das Durchschnittseinkommen der Familien 100.329 USD. Männer haben ein Durchschnittseinkommen von 70.000 USD, Frauen 37.059 USD. Der Prokopfeinkommen der Stadt beträgt 40.039 USD. 4,9 % der Bevölkerung und 2,3 % der Familien leben unterhalb der Armutsgrenze, davon sind 6,4 % Kinder oder Jugendliche jünger als 18 Jahre und 2,9 % der Menschen sind älter als 65.

## Söhne und Töchter der Stadt
- Aiyana Whitney (* 1993), Volleyballspielerin